# Jacques Sirmond
Jacques Sirmond, né le 12 octobre 1559 à Riom (département du Puy-de-Dôme, France) et mort le 7 octobre 1651 à Paris, est un prêtre jésuite français, historien, hagiographe, exégète et patrologue. Il était également confesseur de Louis XIII.

## Biographie
Formé au collège jésuite de Billom, il entre dans la Compagnie de Jésus en 1576. Après son noviciat à Verdun et sa formation de jésuite, il est d'abord nommé enseignant de rhétorique à Paris et à Pont-à-Mousson. Il compte deux futurs saints de l'Eglise catholique, François de Sales et Pierre Fourier, parmi ses élèves. En 1590, il est appelé à Rome, où il devient secrétaire du supérieur général, Claudio Acquaviva, jusqu'en 1608.
À Rome, il fréquente Robert Bellarmin ainsi que Caesar Baronius et consacre du temps à l'étude des textes anciens des Pères de l'Église qu'il découvre dans la Bibliothèque apostolique vaticane. De retour en France, il est confesseur de Louis XIII de 1639 à 1643.
Comme historien, Jacques Sirmond est connu pour avoir édité une quarantaine d'auteurs et chroniqueurs latins et byzantins de l'époque médiévale, parmi lesquels : 
- Ennodius (1611)
- Flodoard (1611)
- Sidoine Apollinaire (1614)
- Une vie de Léon IX par l'achidiacre Wibert (1615)
- Marcellinus Comes (1619)
- Idace de Chaves (1619)
- Anastase le Bibliothécaire (1620)
- Charles le Chauve (Karoli Calvi et successorum aliquot Franciae regum capitula, 1623)
- Eusèbe de Césarée (1643)
- Sextus Alcimus Ecditius Avitus (1643)
- Hincmar de Reims (1645)
- Théodulf d'Orléans (1646)
- Raban Maur (1647)
- Rufin d'Aquilée (1650)
- Loup de Ferrières (1650)

On lui doit encore une édition des conciles de Gaule, Concilia antiqua Galliae, parue en trois volumes en 1629, ainsi qu'une Historia Praedestinatiana, traité contre la doctrine de la prédestination, publié en 1648. Ses Opera varia, parues en cinq volumes en 1696 et rééditées à Venise en 1728, contiennent notamment un essai dans lequel il démontre que Denys l'Aréopagite et Denis de Paris sont deux saints distincts, ainsi que l'Hodoeporicum, une relation en vers latins de son voyage de Paris à Rome en 1590. On lui attribue enfin un Elogio di cardinale Baronio, paru en 1607.
Pierre-Daniel Huet, qui connut Sirmond vers la fin de sa vie, écrit : « Je voyais souvent, étant jeune, le docte Jacques Sirmond, alors presque centenaire, mais dont le corps était sain, quoiqu'il ne lui donnât point d'exercice. Je le trouvais pour ainsi dire couché parmi ses livres, rarement sorti, et ne prenant de relâche (si l'on peut employer ce mot dans le cas dont il s'agit) que ce qu'en exigeaient ses entretiens avec ses amis sur des matières sérieuses et de littérature. »
Voltaire a dit de Sirmond qu'« il était l’un des plus savants et des plus aimables hommes de son temps. On sait à peine qu’il fut confesseur de Louis XIII, parce qu’il fit à peine parler de lui dans ce poste délicat. Il fut préféré par le pape à tous les savants d’Italie pour faire la Préface de la Collection des conciles. Ses nombreux ouvrages furent très estimés, et sont très peu lus. » 
Son neveu Jean Sirmond sera un ardent défenseur de Richelieu et l'un des premiers membres de l'Académie française. Son neveu Antoine Sirmond fut un jésuite qui écrivit sur la morale.